# Йоанна Фабіцька
Йоанна Фабіцька (пол. Joanna Fabicka, 1970, Лодзь, Польща) — польська письменниця, поетеса, фільмознавець, журналістка.

## Біографія
Закінчила Інститут теорії літератури, Театру й Аудіовізуальних мистецтв Лодзького Університету. Працювала на Лодзькій кіностудії. Монтувала, зокрема, номіновану на Оскара «Чоловічу справу» режисера Славомира Фабіцького (свого чоловіка), а також його телевистави «Луція та її діти», «Луна-парк, майже казка». Співпрацювала з Польським Радіо й пресою («Dziennik», «Twój styl», «Zwierciadło»). Дебютувала як поетка книжкою «Терпкіший смак», але справжню популярність їй принесла бестселерова підліткова серія книжок про Рудольфа Гомбчака: «Шалене життя Рудольфа», «Підтюпцем», «Секс та інші неприємності», «Танго ортодонто».
Остання на сьогодні книжка «Шалене танго: істеричний роман», на підставі котрої Йоанна Фабіцька написала кіносценарій для фірми Vision.
Книжки перекладено українською, російською та чеською мовами.

## Українські видання
- «Шалене танго: істеричний роман» (Львів: Урбіно, 2010), переклала Божена Антоняк

## Рецензії
- Трофименко Тетяна «Шалене танго чарівної мантелепи» (zaxid.net, 18 лютого 2011)
- Ярослава Івченко. Шалене танго («mamamiya.com.ua»)

## Інтерв'ю
- [tt_news=3992&tx_ttnews[backPid]=14&cHash=273531562f/ Йоанна Фабіцька: «Своїх героїв я називаю Галереєю Диваків...»][недоступне посилання з липня 2019], («Новий погляд», 17 червня 2011 р.)